# 264 (tal)
264 är det naturliga talet som följer 263 och som följs av 265.

## Inom vetenskapen
- 264 Libussa, en asteroid.

## Inom matematiken
- 264 är ett jämnt tal.